# アンディジャン
アンディジャン（ウズベク語: Andijon/Андижон、キルギス語: Анжыян、英語: Andijon, Andijan, Andizhan）は、ウズベキスタン共和国第4の都市。アンディジャン州の首府である。推定人口35万人。ウズベキスタン東端のフェルガナ盆地に位置し、キルギス共和国に近い、北緯40度47分00秒 東経72度20分00秒 / 北緯40.78333度 東経72.33333度にある。

## 歴史
古来よりシルクロードの要衝で、カシュガルとコーカンドの中間にある。チンギス・カンに破壊されるも、13世紀にカイドゥに再建され、以後300年間、フェルガナ地方の中心地として栄えた。アンディジャンの商人は中央アジア一帯で名を馳せた。北インドでムガル帝国を築いたバーブルが1483年この地で生まれた。1876年にコーカンド・ハン国を攻撃するロシア軍に占領されると、トルキスタン総督府内に新設されたフェルガナ州に属した。1898年にスーフィー教団のイシャーン（導師）に率いられた反ロシア大蜂起が起こりロシア軍の兵営を襲ったが、ロシア軍に鎮圧され、18人が絞首刑にされた。
1902年には大地震に見舞われ、30,000棟が倒壊、死者4,500人を数えた大被害を出した。
ソ連時代に、アンディジャンはウズベク・ソビエト社会主義共和国に編入されたが、フェルガナ盆地に国境が敷かれ、市の後背地はキルギス・ソビエト社会主義共和国などになってしまう。しかし、ソ連時代は国境の影響はまだほとんど無かった。
第二次世界大戦後、第26収容地区（グラーグ）が設置され、シベリア抑留を受けた日本人捕虜が移送されてきた歴史がある。
1990年代になると、貧困とイスラム原理主義の広がりで政情不安になり、暴動が発生、ユダヤ人とアルメニア人が襲撃された。ソ連崩壊以降は不景気が深刻化した。これには国境管理が厳しくなったせいもある。またウズベキスタン・イスラム運動が広がった。

## アンディジャンの虐殺
2005年5月13日、生活苦とウズベキスタンのカリモフ政権に反対する民衆のデモに対し、内務省の軍が発砲、推計で187名から5,000名の市民が殺害された。秘密警察の内部資料では死者は1,500名とされる。犠牲者の多くは虐殺事件後、秘密裏に集団墓地に埋葬されたため、正確な数は今も把握されていない。
ウズベキスタン政府は当初、デモはウズベキスタン・イスラム運動が扇情し、デモ参加者はウズベキスタンに拠点を持つイスラム過激組織のヒズブアッタハリール(Hizb ut-Tahrir。イスラム解放党)であるとしたが、西側諸国の調査要求に対し、虐殺の責任を認めた。同時にウズベキスタン政府は、カルシにある米軍の空軍基地を閉鎖、中国寄りの外交姿勢に転じることとなった。